# Апраксин, Александр Дмитриевич
Алекса́ндр Дми́триевич Апра́ксин (1851―1913) — прозаик.

## Биография
Граф. Детские годы провёл с родителями (Дмитрием Александровичем и Ниной Ивановной, урождённой Мазараки) в Австрии; с 1861 года ― в России, жил на попечении великосветской родни. Был исключён из приготовительных классов петербургского Училища правоведения (1862―1863), из 1-й военной гимназии (1864―1866) за лень и мотовство. В частном пансионе, куда был отдан под строгий надзор, воровал, дважды бежал из него. После кратковременного пребывания на военной службе (рядовым, 1868―1869) и гражданской службе (1870) в конце 1871 года за мошенничество и оскорбление офицера был выслан по суду в Архангельскую губернию. Через два года был помилован царём и вернулся в Петербург. В 1873 году опубликовал первые статьи в газете «Современные известия». В дальнейшем много путешествовал по Европе. Вернувшись в Россию, сотрудничал в газете «Варшавский дневник» (1884). В 1886 году за подделку векселя приговорён к ссылке в Сибирь. Вновь помилован царём (но лишён графского титула). После процесса Апраксин резко изменил образ жизни, целиком посвятив себя литературному труду.
Печатался в журналах «Колосья» (рассказ «Оправданный», 1887 ― первая публикация Апраксина в качестве прозаика) и «Наблюдатель». В дальнейшем помещал романы, повести, рассказы и статьи главным образом в «мелкой прессе»: в журналах «Новый мир», «Звезда», «Родина», в газетах «Новости дня», «Санкт-Петербургские ведомости», «Биржевые ведомости» (постоянный московский корреспондент), «Московский листок», «Южный край», «Волгарь», «Рижский вестник». Зарабатывая литературным трудом на жизнь, Апраксин вынужден был, по его признанию, «подслуживаться вкусам уличной толпы». По сохранившимся свидетельствам, произведения Апраксина, «газетного писателя», пользовались популярностью у читателей, особенно среди московской публики. Основная тема мелодраматичных романов и повестей Апраксина ― критическое, порой сатирическое изображение светского быта, прежде всего обедневших представителей родовой аристократии: «Алзаковы» (1888), «Праздные люди» (1889), «Каин и Авель» (1889), «На волоске» (1891), «Графиня Негрянская» (1902). В ряде романов (с автобиографическими мотивами) бессмысленности, пустоте светского существования Апраксин противопоставлял жизнь аристократа, посвятившего себя творческому труду: «Князь Червонский» (1902), «Захудалые» (1902). Апраксин писал также уголовные романы: «325 000 рублей» (1898), «Три плута» (1904), «Хищники» (1908).

## Семья
- Дочь — София Александровна Апраксина